# Mimetus vespillo
Mimetus vespillo es una especie de arañas araneomorfas de la familia Mimetidae.

## Distribución geográfica
Es endémica de Célebes (Indonesia).